# Batman (district)
Batman (Koerdisch: Êlih) is een district in de provincie Batman, Turkije, met een bevolking van 315.964 inwoners volgens de volkstelling van 2007. Het district heeft een oppervlakte van 563,6 km².
De bevolkingsontwikkeling van het district is weergegeven in onderstaande tabel.
| 1997    | 2000    | 2007    |
| ------- | ------- | ------- |
| 236.047 | 272.787 | 315.964 |